# Julius von Staudinger
Julius von Staudinger (né en 1836 à Ansbach; mort le 1er janvier 1902 à Munich) fut un juriste bavarois. Il fit partie du Conseil privé du roi et fut président de chambre du Tribunal régional supérieur de Munich (de).
Julius von Staudinger est connu comme le fondateur d'un commentaire du Code civil allemand. La première édition en six volumes parut entre 1898 et 1903 ; von Staudinger ne put en voir l'achèvement. Le Staudinger (de) parut jusqu'à aujourd'hui sous son nom. Il est considéré comme un des commentateurs du BGB les plus célèbres.

## Œuvres
- Das Gesetz vom 10. November 1861, die Einführung des Strafgesetzbuches und Polizeistrafgesetzbuches für das Königreich Bayern betreffend. Beck. Nördlingen 1862.
- Das Strafgesetzbuch für das Deutsche Reich nach den Gesetzen vom 15. Mai 1871 u. 26. Febr. 1876. Beck. Nördlingen 1876.
- Strafprozessordnung für das Deutsche Reich vom 1. Februar 1877. Beck. Nördlingen 1877.
- Sammlung von Staatsverträgen des Deutschen Reichs über Gegenstände der Rechtspflege. Beck. Nördlingen 1882.
- Kommentar zum Bürgerlichen Gesetzbuche für das Deutsche Reich nebst Einführungsgesetz. 6 Bände. J. Schweitzer Verlag. München 1898–1903.
- Vorträge aus dem Gebiete des Bürgerlichen Gesetzbuchs für Verwaltungsbeamte. J. Schweitzer Verlag. München 1900.